# Il segreto della fidanzata
Il segreto della fidanzata è un cortometraggio muto italiano del 1910 diretto da Luigi Maggi.